# 藤江建典
藤江 建典（ふじえ たつのり、1987年5月5日 - ）は、福岡県出身の元プロバスケットボール選手である。ポジションはガード、フォワード。身長184cm、体重86kg。

## 来歴
福岡第一高等学校から九州産業大学に進学した後、2年次より白鷗大学に編入。
卒業後の2010年にリンク栃木ブレックスとデベロップメント契約を結び、TGI D-RISEで2シーズンプレーした。背番号は6だった。
TGIを退団した後、2012年6月に行われたbjリーグドラフト会議で富山グラウジーズに1巡目指名されて入団、背番号0。入団1シーズン目の2012-13シーズンは48試合に出場し、プレイオフ進出に貢献。
2013-14シーズンも藤江は富山と契約した。48試合に出場し、1試合平均9.9得点を記録。
2014年2月15日・16の秋田ノーザンハピネッツ戦の活躍で週間MVPを初受賞した。一方で読売新聞は、スリーポイントショットが決まらないと、入るまで打ち続ける傾向を「悪い癖」と評した。このシーズン、チームはレギュラーシーズン1位に入り、富山は初めてとなるファイナルズ進出を果たす。カンファレンスファイナルで秋田に敗れたものの、3位決定戦で滋賀レイクスターズを破り、リーグ3位でシーズンを終えた。
藤江は続く2014-15シーズンも富山に残留した。藤江は食事制限などを行い体重を絞って開幕を迎えた。レギュラーシーズン52試合中50試合に出場、いずれも先発出場だった。1試合平均得点は10.0得点と前のシーズンとほぼ同じだったが、アシスト数は2.2から3.8に伸びた。2014年11月30日には、bjリーグ通算1000得点を達成。だがチームはレギュラーシーズン5位と順位を前のシーズンより落とし、プレイオフでもファーストラウンドで新潟アルビレックスBBに敗れた。シーズン終了後に藤江はフリーエージェント権を行使し、岩手ビッグブルズに移籍する。背番号は引き続き0であった
2015-16シーズン、岩手ではレギュラーシーズン全52試合に出場し、1試合平均11.7得点を記録した。チームはレギュラーシーズンを5位で終え、プレイオフでは同4位の新潟を連勝で下すも、カンファレンスセミファイナルで古巣富山に敗れた。
2016年8月、秋田ノーザンハピネッツに移籍、背番号は18に変わった。
2017年6月、岩手ビッグブルズに移籍。背番号は再び0へとなった。2018-2019シーズン、岩手ビッグブルズのキャプテンを務める。
2019-20シーズン終了後、現役引退を発表。
3人制バスケットボール3x3においては2018年シーズンにTACHIKAWA DICEでプレーした

## 成績
| シーズン | チーム | GP | GS | MPG  | FG%  | 3P%  | FT%  | RPG | APG | SPG | BPG | TO  | PPG   |
| -------- | ------ | -- | -- | ---- | ---- | ---- | ---- | --- | --- | --- | --- | --- | ----- |
| 2010-11  | TGI    |    |    |      |      |      |      |     |     |     |     |     |       |
| 2011-12  | TGI    | 27 | 27 | 32.4 | 35.8 | 29.1 | 76.4 | 2.5 | 2.0 | 0.3 | 0   | 2.0 | 13.04 |
| 2012-13  | 富山   | 48 | 6  | 20.1 | 29.4 | 29.5 | 76.5 | 1.0 | 1.3 | 0.6 | 0.1 | 1.0 | 6.7   |
| 2013-14  | 富山   | 48 | 46 | 29.3 | 32.7 | 28.7 | 73.1 | 1.4 | 2.2 | 0.6 | 0.0 | 1.1 | 9.9   |
| 2014-15  | 富山   | 50 | 50 | 32.2 | 34.5 | 25.0 | 66.4 | 1.3 | 3.8 | 0.5 | 0.1 | 1.9 | 10.0  |
| 2015-16  | 岩手   | 52 | 33 | 25.8 | 39.1 | 30.4 | 69.1 | 1.9 | 2.2 | 0.8 | 0.0 | 1.7 | 11.7  |
| 2016-17  | 秋田   | 40 | 3  | 7.5  | 28.6 | 13.3 | 76.5 | 0.5 | 0.5 | 0.2 | 0.0 | 1.8 | 1.5   |